# Hans de Weerd (gitarist)
Johannes Robert (Hans) de Weerd (in de Verenigde Staten Robert John) (1950) is een Nederlands gitarist in ruste.
Hij begon al op jonge leeftijd met gitaarspelen. De Weerd kreeg tussen 1969 en 1978 zijn opleiding aan het Conservatorium van Amsterdam. Hij had als gitarist de luxe, dat het niet nodig was een tweede muziekinstrument te leren. Hij werd onder leiding van Gerard Gest klassiek geschoold, waarbij hij in 1978 de Prijs der Nederlandse Muziek (Prijs van Uitnemendheid) kreeg toebedeeld. In datzelfde jaar werd hij geprezen tijdens het Vriendenkransconcours van de Vrienden van het Concertgebouw en het Koninklijk Concertgebouworkest. In die opleiding zat ook een opleiding tot muziekdocent (B-diploma). Verdere opleiding volgden bij Narciso Yepes, Jose Tomas en Andrés Segovia. De Weerd trad over de gehele wereld op tot in Carnegie Hall in New York  en Curaçao en concerteerde met het Radio Filharmonisch Orkest. De Weerd speelde niet alleen muziek speciaal gecomponeerd voor gitaar zoals bijvoorbeeld Fernando Sor; hij voerde ook transcripties uit van luitmuziek van Johann Sebastian Bach. Hij werd tevens muziekdocent aan conservatoria en muziekscholen in Amsterdam, Alkmaar (1975-2009) en Zwolle. Zijn laatste aanstelling was bij de Muziekschool Waterland in Purmerend; hij vervulde er tussen 2009 en 2017 de functie van muziekleraar en tussen 2009 en 2014 ook directeur. De muziekschool wijzigde in zijn periode van centraal geplaatste muziekopleiding tot muziekopleidingen gebracht op basisscholen. Daarna werd hij privéleraar gitaar vanuit Alkmaar.